# Ойо (місто)
О́йо (англ. Oyo) — місто на південному заході Нігерії, в штаті Ойо.
Населення міста становить 736 072 осіб (2005; 208 тис. в 1981).
Місто є вузлом автошляхів.

## Економіка
Великий торгово-ремісничий центр сільськогосподарського району (какао, бавовник, тютюн, кукурудза, ямс, бобові). Поблизу міста — велика птахоферма, дослідні тваринницьке господарство та сільськогосподарська станція.
В місті працюють тютюнова фабрика. Серед ремесел поширені виробництво шкіряних виробів, тканин, калебасів, працюють ковалі.
Місто засноване як столиця королівства Ойо в 1830 році.

## Відомі люди
Народились
- Фела Сованде (1905—1987) — нігерійський музикант, композитор; батько сучасної нігерійської академічної музики

| Нігерія | Це незавершена стаття з географії Нігерії. Ви можете допомогти проєкту, виправивши або дописавши її. |

1. ↑  http://mail.camara.rj.gov.br/APL/Legislativos/scpro2124.nsf/a6cd246684502db90325863200569384/e07ac5667c4bda1703258828006df76d?OpenDocument